# Gin Drinkers Line

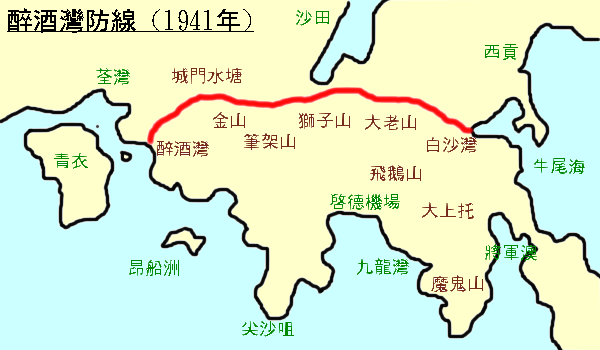
Karte der Gin Drinkers Line

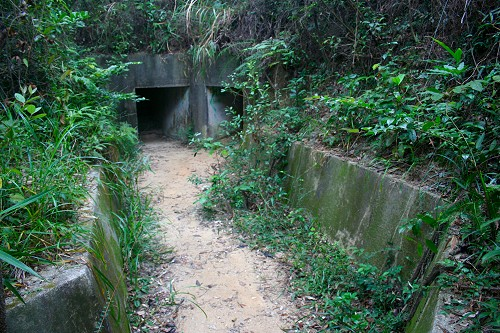
Schanze bei Shing Mun

Die Gin Drinkers Line war eine britische Verteidigungslinie in der Nähe von Hongkong gegen die japanischen Invasoren im Pazifikkrieg.
Die Verteidigungsstellung bestand aus einer Vielzahl an Bunkern, Schützengräben und Artilleriestellungen. Der Name wurde von der Gin Drinkers Bay in der Nähe von Kwai Chung übernommen. Der Bau begann im Jahr 1936. Die Verteidigungslinie verbindet mehrere Hügel in der Umgebung von Kowloon. Die Stellungen wurden nach Straßen in London benannt, um den Verteidigern ein Heimatgefühl zu geben.
Das Konzept wurde von der französischen Maginot-Linie abgeleitet. Die Stellung sollte es den Briten ermöglichen, Angreifer für mindestens sechs Monate aufzuhalten. Sie wurde auch die „Asiatische Maginot-Linie“ genannt. Selbst die japanischen Generäle stuften die Linie als ein echtes Hindernis ein, bis sie durch Spähtrupps herausfanden, dass fast alle Stellungen nicht voll besetzt waren. Zum Beispiel waren nur 30 Soldaten in einem 120-Mann-Bunker stationiert. Deshalb war die Gin Drinkers Line wie die Maginot-Linie ein Fehlschlag. Die Stellungen und die Region um Kowloon wurden von den Briten bereits nach zwei Tagen aufgegeben.
Heute gibt es einige Überreste zu sehen, vor allem in der Nähe des Shing Mun Reservoir. Genau an dieser Stelle gelang der japanischen Armee der Durchbruch.